# Punxades químiques
Les punxades químiques són un fenomen del qual es va informar inicialment al Regne Unit i Irlanda on la gent, generalment dones joves, s'ha vist aparentment sotmesa a una injecció subreptícia de fàrmacs sedants no identificats, generalment en un entorn concorregut com pistes de ball de discoteques, i produint símptomes com sedació i amnèsia típics de les drogues emprades en violacions. No s'han publicat resultats toxicològics verificats que mostrin la presència d'agents incapacitants coneguts en les presumptes víctimes; la prevalença de casos genuïns és desconeguda i ha estat controvertida, amb alguns experts que expressen dubtes sobre la facilitat amb què es podrien realitzar aquestes injeccions sense que fos immediatament evident per a la víctima.

## Incidències
Entre el setembre i l'octubre de 2021 es van registrar 56 incidents de punxades químiques.
El National Police Chiefs Council (NPCC) va informar a VICE News de 274 casos denunciats entre setembre i novembre al Regne Unit. L'NPCC va dir que s'havien confirmat zero casos.

### Anglaterra
A Nottingham, on a l'octubre es van fer 15 informes de punxades químiques, la policia va identificar un cas en què la lesió d'una víctima "podria ser coherent amb una agulla".
Tres homes van ser arrestats després d'informes a Brighton i Eastbourne.
A Yorkshire, la gent no va sortir d'una discoteca durant dues hores després que dues dones denunciessin que havien estat punxades amb agulles.
El desembre de 2021, el servei de policia de Nottinghamshire havia rebut 146 denúncies de sospites de punxades químiques. Es van fer nou detencions, però posteriorment no es va acusar cap sospitós.

### Irlanda
A Irlanda, la Garda Síochána va dur a terme diverses investigacions de punxades químiques a l'octubre i novembre de 2021. El primer informe conegut de punxades a Irlanda va ser el 27 d'octubre de 2021, quan una dona va rebre una punxada d'agulla en una discoteca de Dublín.
A Irlanda del Nord, el Servei de Policia d'Irlanda del Nord va iniciar una investigació després que una dona cregués que la van punxar amb una agulla a Omagh el 6 de novembre de 2021.

### Bèlgica
El maig de 2022 hi ha hagut un incident de punxada química entre els seguidors de futbol durant un partit entre el KV Mechelen i el Racing Genk. Catorze aficionats al futbol de la mateixa secció de l'estadi van sentir una punxada i posteriorment es van sentir malament.
Més recentment, a la ciutat d'Hasselt (Limburg), vint-i-quatre joves es van sentir malament al festival per a adolescents We R Young després del que es creu que és un incident de punxada química. Encara hi ha un debat sobre si pot haver estat un incident de pànic grupal.

### Alemanya
El maig de 2022, la música australiana Zoé Zanias de Linea Aspera va afirmar que va ser atacada amb una punxada química a la discoteca Berghain de Berlín, patint una depressió respiratòria i una experiència "psicodèlica" no desitjada com a resultat.

## Reclamacions a les xarxes socials
A les xarxes socials s'han propagat afirmacions de punxades d'agulla, juntament amb altres afirmacions d'augment de casos de drogues a les begudes.

## Reaccions
Els activistes, els polítics i els col·lectius estudiantils s'han mostrat preocupats. La Ministra de l'Interior del Regne Unit, Priti Patel, hauria demanat una actualització urgent a la policia sobre aquests incidents.

### Boicots i controls més durs
Com a resposta, diverses dones de ciutats universitàries van decidir boicotejar les discoteques per les "nits de noies". Els activistes també van demanar als clubs nocturns que imposessin controls més durs a l'entrada; una petició en línia sobre el tema serà considerada pel Parlament.